# Sean MacDermott
Sean MacDermott (gaèlic irlandès Seán Mac Diarmada) (Kiltyclogher Comtat de Leitrim, 28 de febrer 1883 - Dublín 12 de maig de 1916) fou un revolucionari irlandès, un dels herois de l'Aixecament de Pasqua de 1916, i un dels que posteriorment foren afusellats.
Estudià amb els Germans Irlandesos i el 1908 es traslladà a Dublín, on es va veure involucrat en nombroses accions i organitzacions culturals i independentistes irlandeses, entre elles el Sinn Féin, la Germandat Republicana Irlandesa (IRB), i la Lliga Gaèlica. Aviat fou escollit membre del Consell Suprem de l'IRB i més tard n'esdevingué secretari.
El 1910 fou encarregat de la redacció del diari radical "Irish Freedom", que havia fundat ell mateix amb Bulmer Hobson i Denis McCullough. també esdevingué organització nacional de l'IRB, i fou posat sota la protecció del veterà fenià Tom Clarke, la qual cosa els va fer inseparables. Poc més tard, va emmalaltir de polio i es va veure obligat a caminar amb crosses.
El novembre de 1913 Mac Diarmada fou un dels membres fundadors dels Voluntaris Irlandesos, i continuà treballant per a mantenir aquesta organització sota el control de l'IRB. El maig de 1915 Mac Diarmada fou arrestat a Tuam, Comtat de Galway, sota la Defense of the Realm Act per fer un discurs contra l'allistament a l'exèrcit britànic. Fou alliberat el setembre, i aleshoters es va unir al Comité Militar Secret de l'IRB, que fou responsable de planejar l'Aixecament de Pasqua. Evidentment, Mac Diarmada i Clarke en foren els principals ideòlegs.
De totes maneres, Mac Diarmada va prendre poca part en la lluita durant l'aixecament, però va estar sempre en el quartel dels revoltats al General Post Office. Després de larendició, gairebé escapà a l'execució perquè era ferit i es va barrejar entre els altres presoners, però fou reconegut, jutjat sumaríssimament, condemnat a mort i executat en un pelotó d'afusellament el 12 de maig a l'edat de 33 anys. L'oficial britànic Lee-Wilson, qui el va identificar en el GPO i causà el seu afusellament, més tard fou empresonat i executat a Cork per ordre directa de Michael Collins durant la Guerra d'Independència d'Irlanda.
Seán MacDermott té un carrer en honor seu a Dublín. També té el seu nom a una estació de ferrocarril a Sligo, així com l'estadi Páirc Seán Mac Diarmada de l'Associació Atlètica Gaèlica a Carrick-on-Shannon.